# Авнюгская узкоколейная железная дорога
Авнюгская узкоколейная железная дорога (усл. Авнюга — Сойга) — узкоколейная железная дорога, находящаяся в Верхнетоемском муниципальном округе Архангельской области. Начальным пунктом узкоколейки является поселок Авнюгский. Построена в 1958 году. Относилась к категории лесовозных, с 2013 года движение только пассажирское.

## История
Первый участок узкоколейной железной дороги появился в 1958 году, однако поселок Авнюгский появился ещё в 1953 году, раньше он назывался У.Ж.Д. На дороге первоначально работали паровозы ВП4 и мотовозы МУ34.
В начале 1960-х годов, на 40 км дороги появился первый лесной поселок - Южный. Он просуществовал недолго и был выселен в 1970-х годах. В 1961 году на узкоколейной железной дороге появляется второй и последний лесной поселок — Поперечка, но местные жители его называют Сойга - от исторически названной в том месте деревни.
Вывезенный по узкоколейке лес сплавляли по реке Северная Двина, на  её берегу находился нижний склад леспромхоза.
В конце 1960-х - начале 1970-х годов начался перевод узкоколейной железной дороги на тепловозы. Первыми тепловозами были локомотивы ТУ2МК и 6 тепловозов ТУ4. Помимо них на дороге работали и мотовозы ДМ54 и МД54-4. В 1971 году появились тепловозы ТУ6, а с конца 1970-х годов на магистрали работали уже более мощные тепловозы ТУ7.
В 1980-х годах узкоколейка углублялась в лесные массивы и дошла до района реки Устьи, где вывозили лес по  Квазеньской и Бритвинской узкоколейным железным дорогам. Авнюгская УЖД стала составлять с ними единую сеть. Линия на Квазеньгу начиналась на 45-м километре магистрали. Правда, связка действовала недолго - 10 лет, после чего была разобрана.
В 2000-х годах Авнюгский ЛПХ был преобразован в ООО "АвнюгаЛес", тогда же и появились мысли о прекращении перевозок леса по УЖД.
По состоянию на 2005 год узкоколейка действовала. Имелось грузовое и пассажирское сообщение. Вывозка леса производилась с 60-го км дороги. 
В 2013 году ООО "АвнюгаЛес" обанкротилось, прекратилась вывозка леса. Началась разборка узкоколейки, но от полной разборки её спасло то, что поселок Сойга не имеет (и вероятно не будет иметь) альтернативного транспортного сообщения. Из прежних 60 км сохранили лишь 31 км (уч. Авнюга - Сойга) для пассажирского сообщения и передали в собственность Верхнетоемского муниципального округа.

## Галерея

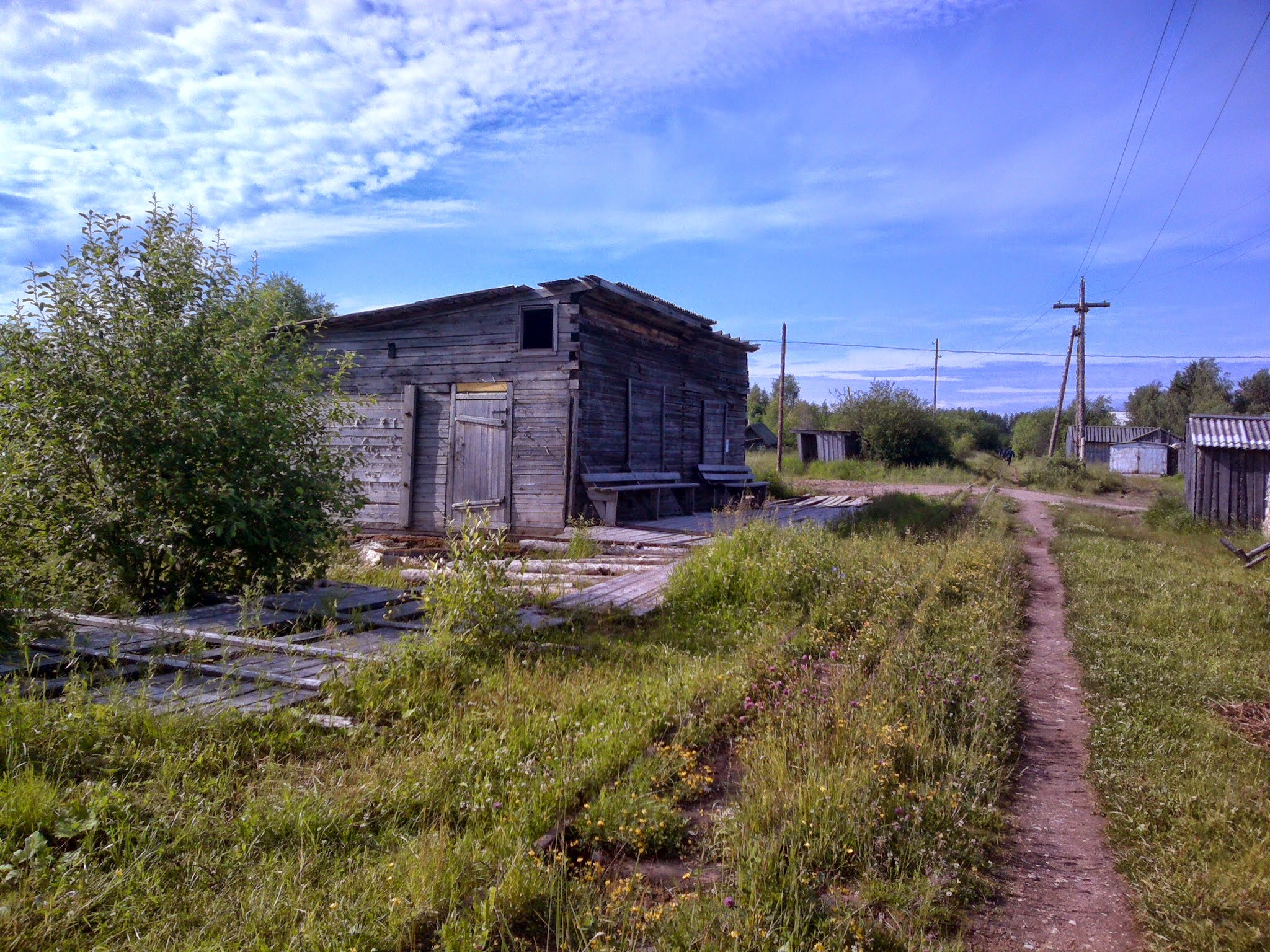
Пассажирская станция в Авнюге
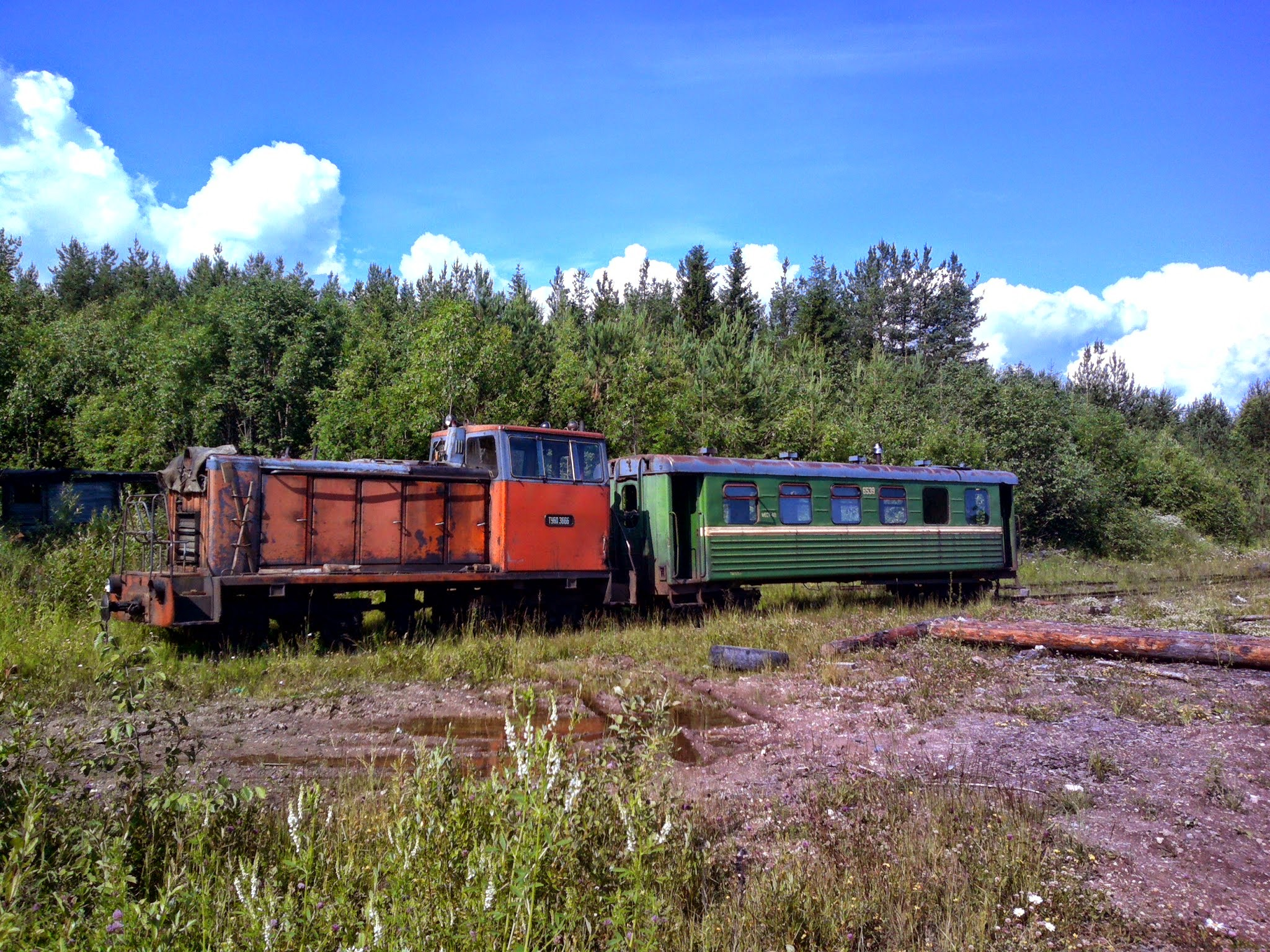
Рабочий поезд прибыл на один из лесозаготовительных участков

## Подвижной состав

### Локомотивы
- Паровоз ВП4
- Мотовозы МУ34, ДМ54, МД54-4
- ТУ6А — номера: 3666, 3495, 3459, 2515
- ТУ8 — номера: 0134, 0492
- ТУ4 — Номера: 560 (нерабочий, сохранилась лишь кабина)
- ТУ6Д — номера: 0287 (нерабочий)
- ТУ6СП — номера: 018 (нерабочий)
- ТУ7 — номера: 2203 (нерабочий)
- ЭСУ2А — номера: 815 (нерабочий)

### Вагоны
- Вагон-сцеп
- Пассажирские вагоны ПВ40
- Вагоны платформы

### Путевые машины
- Снегоочислитель СО-750
- Кран ЛТ-110

## См. Также
- Действующие узкоколейные железные дороги России
- Липаковская узкоколейная железная дорога